# Massimo De Luca
Massimo De Luca (Roma, 17 febbraio 1950) è un giornalista, conduttore radiofonico e conduttore televisivo italiano.

## Biografia
Ha mosso i suoi primi passi da giornalista nel 1970 alla redazione della Gazzetta dello Sport, passando poi a Il Giornale d'Italia. Nel 1976 venne chiamato alla Rai da Sergio Zavoli come autore di servizi per il GR1, del quale Zavoli era il direttore. Nel 1978 ideò e poi condusse fino al 1987 Tuttobasket, programma radiofonico dedicato alla pallacanestro, che ottenne notevole successo andando in onda fino al 2013; l'anno successivo ideò il gemello Il campionato di Pallavolo (diventato, in seguito, prima Musicalmente volley e infine Pallavolando) riservato alla pallavolo. Nel settembre del 1987 raccolse l'eredità di Roberto Bortoluzzi, conducendo il popolare programma radiofonico Tutto il calcio minuto per minuto fino al giugno del 1992, quando cedette il testimone ad Alfredo Provenzali.
Nel luglio dello stesso anno si trasferì alla Fininvest come vicedirettore dei servizi sportivi. È stato inoltre il conduttore dei programmi Domenica Stadio e L'appello del martedì, oltre a diversi speciali sui campionati mondiali di Stati Uniti 1994 e Francia 1998, e sui campionati d'Europa di Inghilterra 1996 e Belgio-Paesi Bassi 2000, in questo ultimo caso alternandosi con Alberto Brandi. Con l'acquisizione nel 1994 dei diritti della UEFA Champions League da parte di Fininvest (poi Mediaset), ha presentato il programma Pressing Champions League.
Nel 2006 è ritornato alla RAI, ricevendo la nomina di direttore di Rai Sport e mantenendo tale carica fino al luglio del 2009, succeduto da Eugenio De Paoli. Ha presentato dapprima assieme a Paola Ferrari, poi con Teo Teocoli, La Domenica Sportiva, programma che ha condotto sino al maggio del 2010. Nel maggio dello stesso anno ha pubblicato il libro Sport in TV, una storia degli avvenimenti agonistici trasmessi dalla televisione italiana dalle origini ai nostri giorni, scritto a quattro mani con Pino Frisoli. Nello stesso periodo ha inoltre condotto su Rai Radio 2 il programma radiofonico Circo Massimo insieme a Massimo Cervelli e Max Paiella; tra il 2011 e il 2016 ha inoltre curato l'omonimo blog calcistico per il sito web del Corriere della Sera, giornale del quale è editorialista.

## Opere
- Massimo De Luca, Pino Frisoli, Sport in TV, Rai Eri, 2010.